# ITunes
iTunes — медиаплеер для организации и воспроизведения музыки и фильмов, разработанный компанией Apple и бесплатно распространявшийся для платформ macOS и Windows.
iTunes предоставлял доступ к фирменному онлайн-магазину iTunes Store, позволяя покупать музыку, фильмы, приложения для iOS и книги. Одной из интересных особенностей плеера являлась функция Genius, анализирующая медиатеку пользователя и предлагающая песни и фильмы в iTunes Store, исходя из его предпочтений.
iTunes был совместим со всеми существующими моделями iPod, iPhone, iPad и Apple TV. Плеер мог использоваться для потоковой трансляции медиаданных (в том числе формата HDTV) и создания домашней коллекции, включающую как аудио- и видеофайлы, так и фотографии.

## Функции
- Навигация по мультимедийной библиотеке, побуквенный поиск, представление данных в виде списка песен или альбомов, сетки, Cover Flow.
- Организация медиатеки (мультимедийной библиотеки), создание плей-листов, смарт-плей-листов, папок.
- Genius — служба iTunes Store, которая создаёт плей-листы и миксы из сочетающихся песен и даёт рекомендации на основе песен в медиатеке iTunes.
- Редактирование метаданных песен, таких как «автор», «композитор», «обложка» и др.
- Запись и импорт композиций с компакт-дисков.
- Воспроизведение музыки, фильмов, подкастов, многополосный эквалайзер, визуализатор, режим мини-плеера.
- Интернет-радио.
- Покупка композиций в фирменном онлайн-магазине.
- Фонотека и прослушивание музыки из других фонотек в локальной сети по протоколу DAAP.

### Медиатека
Пользовательские аудио- и видеофайлы, а также приложения и книги хранятся в папке iTunes, местоположение которой можно назначить в настройках программы. .

#### Музыка
По умолчанию в iTunes используется музыка в формате AAC, 256 Кбит/с. Именно в таком формате доступны все приобретаемые через iTunes Store песни. Однако встроенный кодировщик можно настроить и на MP3. При этом, к примеру, песни с компакт-дисков можно будет сохранять в форматах MP3, AAC, Apple Lossless, AIFF, WAV. Дополнительно поддерживается воспроизведение файлов в формате Ogg Vorbis, кодек XiphQT можно установить самостоятельно, скачав с официального сайта фонда Xiph.Org.

До декабря 2008 года музыка, купленная в iTunes Store, имела встроенный механизм защиты и не могла быть перекодирована в другие форматы штатными средствами. Но в декабре 2009 года Apple анонсировала стандарт iTunes Plus, в котором сняла защиту от копирования и увеличила качество песен. На данный момент все треки в iTunes Store переведены в формат iTunes Plus. Пользователи, ранее купившие песни с защитой, могут бесплатно перевести их в формат iTunes Plus.
В 2014 году Apple запустила новую функцию в iTunes — Apple Music.

#### Фильмы
9 мая 2005 года компания выпустила iTunes версии 4.8, в которой была реализована поддержка видео. Пользователи могли копировать свои фильмы и музыкальные клипы в библиотеку iTunes.
12 октября 2005 года, когда вышел iTunes 6, в iTunes Store появились первые видео: клипы и ТВ-шоу. По состоянию на 5 сентября 2007 года в iTunes Store было представлено более 550 телепередач и свыше 70 фильмов. Видео, покупаемое через iTunes Store, обычно закодировано с битрейтом 540 Кбит/с в защищённом формате MPEG-4 (H.264) и имеет звуковую дорожку в формате AAC 128 Кбит/с.
iTunes поддерживает видео в форматах QuickTime, MP4, 3gp и других.

#### Телепередачи
Можно покупать телепередачи и сериалы, смотреть их на Mac, PC, iPod, iPhone, iPad и Apple TV.

#### Подкасты
Существуют аудио- и видеоподкасты (см. подкастинг). Подкасты распространяются как бесплатно, так и за плату.

#### Радио
Можно слушать любую из нескольких сотен онлайн-радиостанций. Для этого требуется стабильное интернет-подключение на скорости от 56 Кбит/с (рекомендуется не менее 128 Кбит/с).
Не стоит путать с iTunes Radio.

#### Аудиокниги
В версии 8.1.1.10 появилась функция просмотра аудиокниг как музыки — по жанрам и исполнителям.

## iTunes Store
iTunes Store — онлайн-магазин, в котором можно приобрести (а в случае с фильмами ещё и взять напрокат) музыку, кино, приложения для мобильных устройств и электронные книги. Доступ к магазину осуществляется непосредственно из iTunes.

## История версий
Apple регулярно обновляли iTunes, стараясь идти в ногу с последними тенденциями в мире мультимедиа. Начиная с 31 марта 2025 года последняя версия iTunes имеет номер 12.13.7.1.
3 июня 2019 года стало известно, что Apple прекращает разработку iTunes для macOS, вместо него выполнять те же функции на macOS станут три новых приложения — «Музыка», TV и «Подкасты».